# SIGABA
ECM Mark II – maszyna szyfrująca używana przez Stany Zjednoczone do szyfrowania wiadomości. Była eksploatowana od II wojny światowej do lat pięćdziesiątych. Urządzenie było również znane jako SIGABA lub Converter M-134 przez Armię lub CSP-888/889 przez Navy, a zmodyfikowana wersja Navy była określana jako CSP-2900.
SIGABA została opracowana pod koniec lat trzydziestych wspólnym wysiłkiem Armii USA i Marynarki Wojennej.
Podobnie jak wiele maszyn z epoki, wykorzystywała elektromechaniczny system wirników do szyfrowania wiadomości, ale z pewną liczbą ulepszeń zabezpieczeń w stosunku do poprzednich maszyn. Wiadomo, że nie udało się skutecznie złamać maszyny w trakcie jej eksploatacji.

## Historia
Dla amerykańskich kryptografów było oczywistym jeszcze przed II wojną światową, że mechaniczne maszyny wirnikowe (np. Maszyna Hebern) mogły zostać rozpracowane przez wroga. W przypadku słynnej maszyny Enigma, próby złamania szyfru miały być udaremnione przez przypadkową zmianę położenia rotorów na początku każdej nowej wiadomości. Szyfrowanie okazało się jednak niewystarczające, a niemieckie wiadomości z Enigmy były często odczytywane przez kryptologów podczas II wojny światowej.

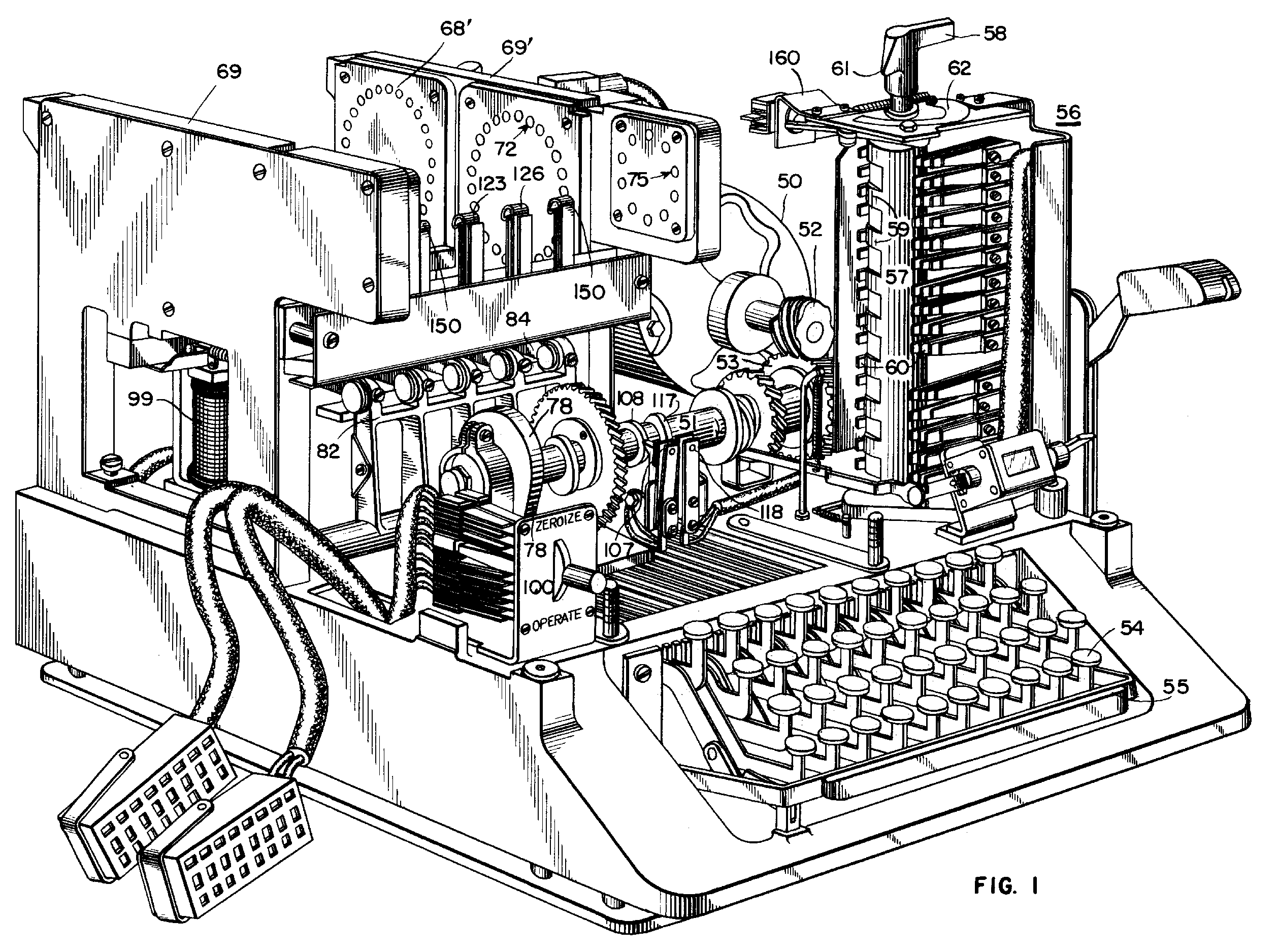
SIGABA jest opisana w patencie (U.S. Patent 6,175,625), złożonym w 1944, ale nie opublikowanym aż do 2001.

William Friedman, dyrektor działu Sygnału Wywiadowczego Armii USA, opracował system niweczenia ataków poprzez losowe generowanie ruchu wirników. Jego modyfikacja polegała na wprowadzeniu czytnika taśm papierowych w maszynie teletekstowej przymocowanej do małego urządzenia wyposażonego w metalowe "czujki" umiejscowione w celu przenoszenia elektryczności przez otwory. Gdy na klawiaturze została naciśnięta litera, sygnał był wysyłany przez wirniki, tak jak w Enigmie, tworząc szyfrowaną wersję. Ponadto prąd przepływał również przez taśmę papierową, a wszelkie otwory w taśmie w jej aktualnym miejscu powodowały obrót wirnika, a następnie przesunięcie taśmy papierowej o jedną pozycję. W porównaniu z tym, Enigma obracała swoje wirniki o jedną pozycję z każdym naciśnięciem klawisza, co było znacznie mniej przypadkowe. Powstały projekt został wprowadzony do ograniczonej produkcji jako M-134, a jego ustawienia wiadomości zawierały położenie taśmy i ustawienia płyty, wskazujące, która linia otworów na taśmie kontrolowała dany wirnik. Jednak w warunkach polowych występowały problemy z użyciem delikatnych taśm papierowych.
Współpracownik Friedmana, Frank Rowlett, wymyślił inny sposób na przyspieszenie rotorów. Polegał on na używaniu innego zestawu wirników. W projekcie Rowetta każdy wirnik musi być skonstruowany w taki sposób, że generowany jest jeden lub cztery sygnały wyjściowe, napędzające jeden lub więcej wirników (wirniki mają zwykle jedno wyjście dla każdego wejścia). Przed wojną było niewiele pieniędzy na rozwój szyfrowania w Stanach Zjednoczonych, więc Friedman i Rowlett zbudowali szereg urządzeń typu "add on", zwanych SIGGOO (lub M-229), które były używane z istniejącymi M-134 w miejsce czytników taśm papierowych. Były to zewnętrzne pudełka zawierające trzy zestawy wirników, w których pięć wejść było pod napięciem, tak jakby ktoś jednocześnie nacisnął na Enigmę pięć klawiszy, a wyjścia "zebrały się" na pięć grup – zatem przykładowo wszystkie litery od A do E byłyby połączone. W ten sposób pięć sygnałów po stronie wejściowej było losowo wybieranych przez wirniki i wychodziło z boku z mocą w jednej z pięciu linii. Teraz ruch wirników mógł być kontrolowany za pomocą kodu dziennego, a taśma papierowa została wyeliminowana. Te połączenie maszyn było znane jako M-134-C.
W 1935 roku pokazali oni swoją pracę Josephowi Wengerowi, kryptografowi w sekcji OP-20-G Marynarki Wojennej Stanów Zjednoczonych, nie spotkali się z zainteresowaniem. W 1937 r. zaprezentowali ją z kolei komandorowi Laurance'owi Saffordowi, który od razu dostrzegł potencjał maszyny. Razem z komandorem Donaldem W. Seilerem dodali do niej szereg funkcji, upraszczając jej budowę.
Armia nie zdawała sobie sprawy ze zmian ani masowej produkcji systemu, ale na początku 1940 roku została dopuszczona do tajemnicy. W 1941 roku armia i marynarka przyłączyły się do wspólnego systemu kryptograficznego, opierającego się na maszynie. Armia zaczęła używać go jako SIGABA.
26 czerwca 1942 r. armia i marynarka zgodziły się nie zezwalać na pobyt maszyn SIGABA na obcym terytorium, z wyjątkiem przypadków, w których amerykański personel sił mógł chronić maszynę. SIGABA miała zostać udostępniona innemu państwu sprzymierzonemu tylko wtedy, gdy personel tego kraju został pozbawiony bezpośredniego dostępu do maszyny lub była używana przez amerykańskiego oficera łączności. Nawet fizyczne posiadanie wirników nie pomagało w złamaniu szyfru.

## Opis

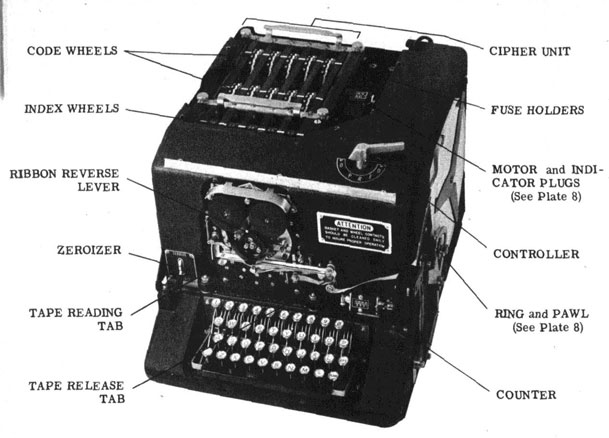
SIGABA

SIGABA była podobna do Enigmy co do zasady działania, bo wykorzystywała serię rotorów do szyfrowania każdego znaku zwykłego tekstu (plaintext) w inną postać zaszyfrowanego tekstu (ciphertext). W przeciwieństwie do trójwirnikowej Enigmy, SIGABA liczyła piętnaście wirników i nie używała rotora odbijającego.

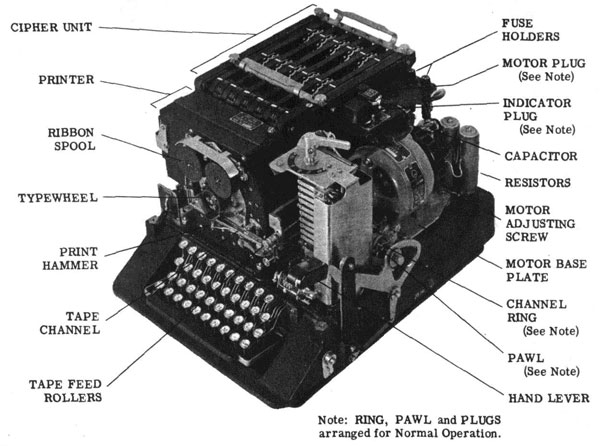
SIGABA

SIGABA miała trzy wały po pięć wirników; działanie dwóch wałów kontrolowało kroczenie trzeciego.
- Główny wał pięciu wirników nazwano wirnikami szyfrującymi, a każdy miał 26 połączeń. Działało to podobnie do innych maszyn wirujących, takich jak Enigma; gdy wprowadzono literę, sygnał wchodził do jednej strony wału i wychodził z drugiego, oznaczając literę szyfru[1][2].
- Drugi wał pięciu wirników nazwano rotorami sterującymi, kontrolnymi. Były to również 26-połączeniowe wirniki. Wirniki sterujące miały cztery sygnały na każdym kroku. Po przejściu przez wirniki sterujące, wyjścia (outputy) dzielone były na dziesięć grup o różnej wielkości, od 1-6 przewodów. Każda grupa odpowiadała kablowi wejściowemu dla kolejnego brzegu wirników[1][2].
- Trzeci wał wirników nazywa się rotorami indeksowymi. Wirniki te były mniejsze, z zaledwie dziesięcioma stykami, i nie poruszały się podczas szyfrowania. Po przejściu przez wirniki indeksowe, jedna do czterech z pięciu linii wyjściowych miała moc. Następnie razem z rotorami sterującymi sterowały ruchem rotorów szyfrujących (obracały rotory cyfr)[1][2].

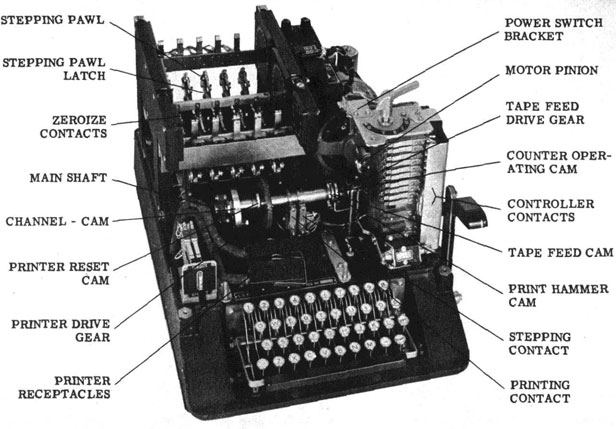
SIGABA

SIGABA ustawiała jeden lub więcej swoich głównych wirników w złożonym, pseudolosowym stylu. Oznaczało to, że ataki, które mogłyby złamać inne maszyny wirnikowe z prostszym systemem (na przykład Enigmę) w jej przypadku byłyby znacznie trudniejsze. Nawet jeśli znało się tekst, było tak dużo potencjalnych danych wejściowych do szyfrowania, że trudno było odgadnąć ustawienia.

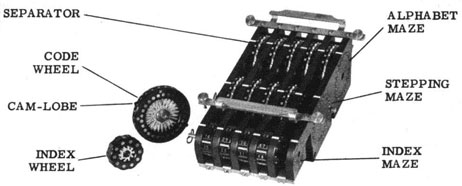
Wirniki (koła) i wirnik

Maszyna podzielona jest na dwie sekcje: dużą na górze, która zawiera wszystkie części mechaniczne, silnik, koła szyfrujące i selektor trybu i małą u dołu, która zawiera części elektryczne i okablowanie.
Dostęp do dolnej sekcji można uzyskać usuwając dużą płytę podstawy, która jest umieszczona w czterech narożach. Płyta podstawy zawiera cztery elementy mocujące, które powinny ograniczyć ilość drgań podczas pracy maszyny. 
Błyszczącą konstrukcją z przodu z prawej strony maszyny jest selektor trybu. Składa się z dużej pionowej tablicy przełączników sterowanych z pokrętłem na górze. Umożliwia wybór pomiędzy trybem szyfrującym (C), dekodowaniem (D) i zwykłym tekstem (P). Można go również wyłączyć (O), gdy nie jest już używany.
Z drugiej strony SIGABA była również duża, ciężka, droga, trudna w obsłudze, mechanicznie złożona i delikatna. Nie była tak praktyczna jak Enigma, która była mniejsza i lżejsza od radionadajników, z którymi była używana. Dlatego znalazła szerokie zastosowanie w kajutach radiooperatorów US Navy, ale po prostu nie mogła być używana w terenie. W większości operacji taktycznych wykorzystano inne systemy, zwłaszcza w zakresie komunikacji bliskiego zasięgu. Jednym z najbardziej znanych rozwiązań było użycie kodu Navajo do komunikacji taktycznej w walkach na Pacyfiku. W innych miejscach użyto mniej bezpiecznych, ale mniejszych, lżejszych i mocniejszych maszyn, takich jak M-209. SIGABA, tak imponująca, była zbyt mało przydatna do komunikacji taktycznej. Niedawno pojawiły się nowe spekulacje, wg których kod M-209 został złamany przez niemieckich kryptologów podczas II wojny światowej.

## Szyfrowanie kombinowane
SIGABA została również przystosowana do współpracy ze zmodyfikowaną brytyjską maszyną Typex. Wspólna machina znana była jako Combined Cipher Machine (CCM) i była używana od listopada 1943 roku.

## Patent USA 6,175,625[1]
Według dokumentu NSA, SIGABA była niezawodną maszyną, która była używana w latach 50. Część zasad operacyjnych nie została odtajniona do roku 2000. Niedługo potem, w styczniu 2001 roku, US Patent 6175625 został wydany.
Wniosek o opatentowanie konstrukcji został złożony 15 grudnia 1944 r., pod koniec II wojny światowej. Patent nie został jednak opublikowany aż do 16 stycznia 2001 r., wkrótce po tym, jak maszyna została odtajniona przez NSA. Patent ten wymienia Laurence’a F. Stafforda i Donalda W. Seilera jako wynalazców. 
Patent obejmuje 14 stron, łącznie z 5 arkuszami rysunku i rejestrami 21 roszczeń.

## Galeria

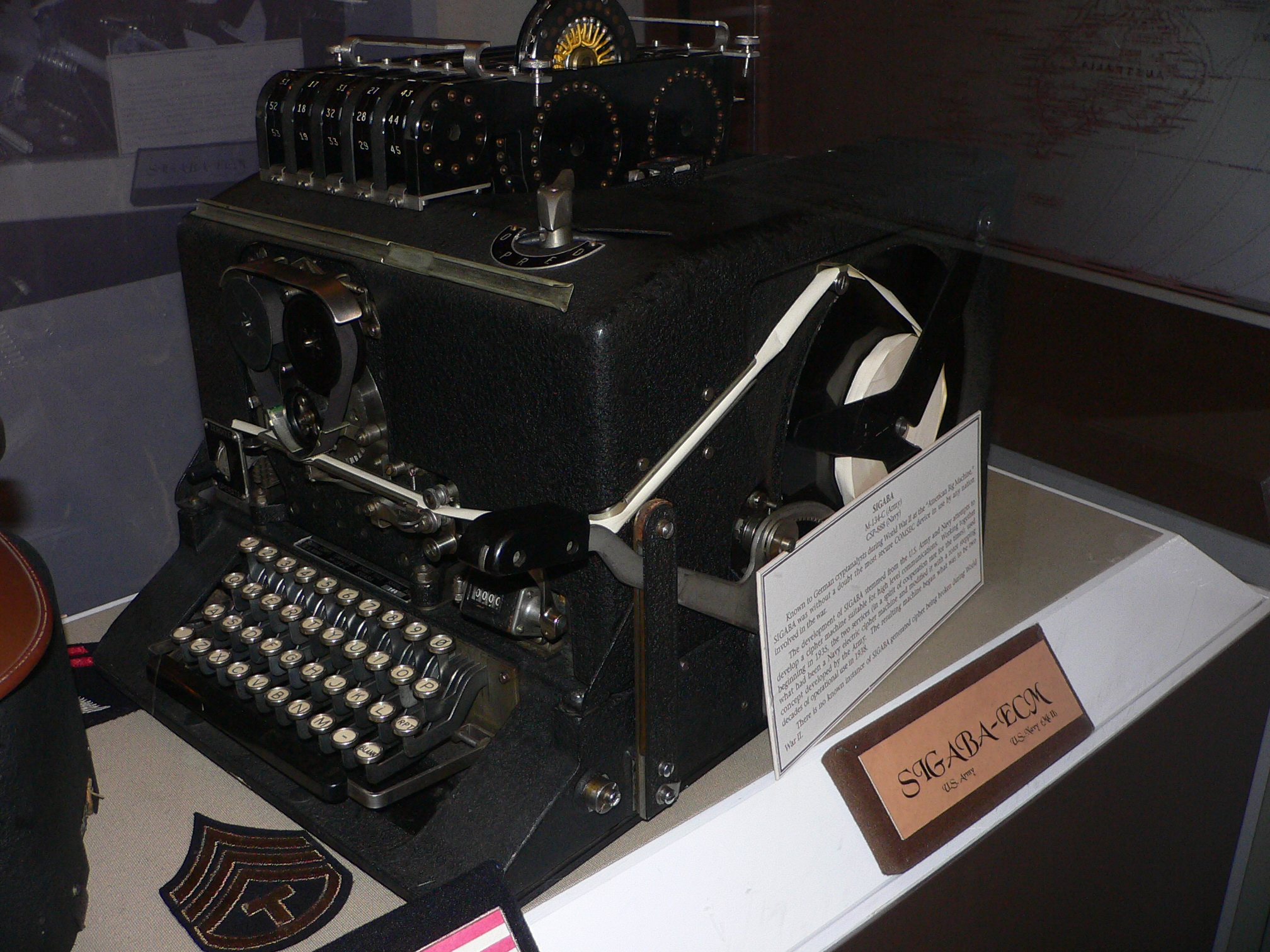
Zdjęcia zrobione w amerykańskim National Cryptologic Museum.
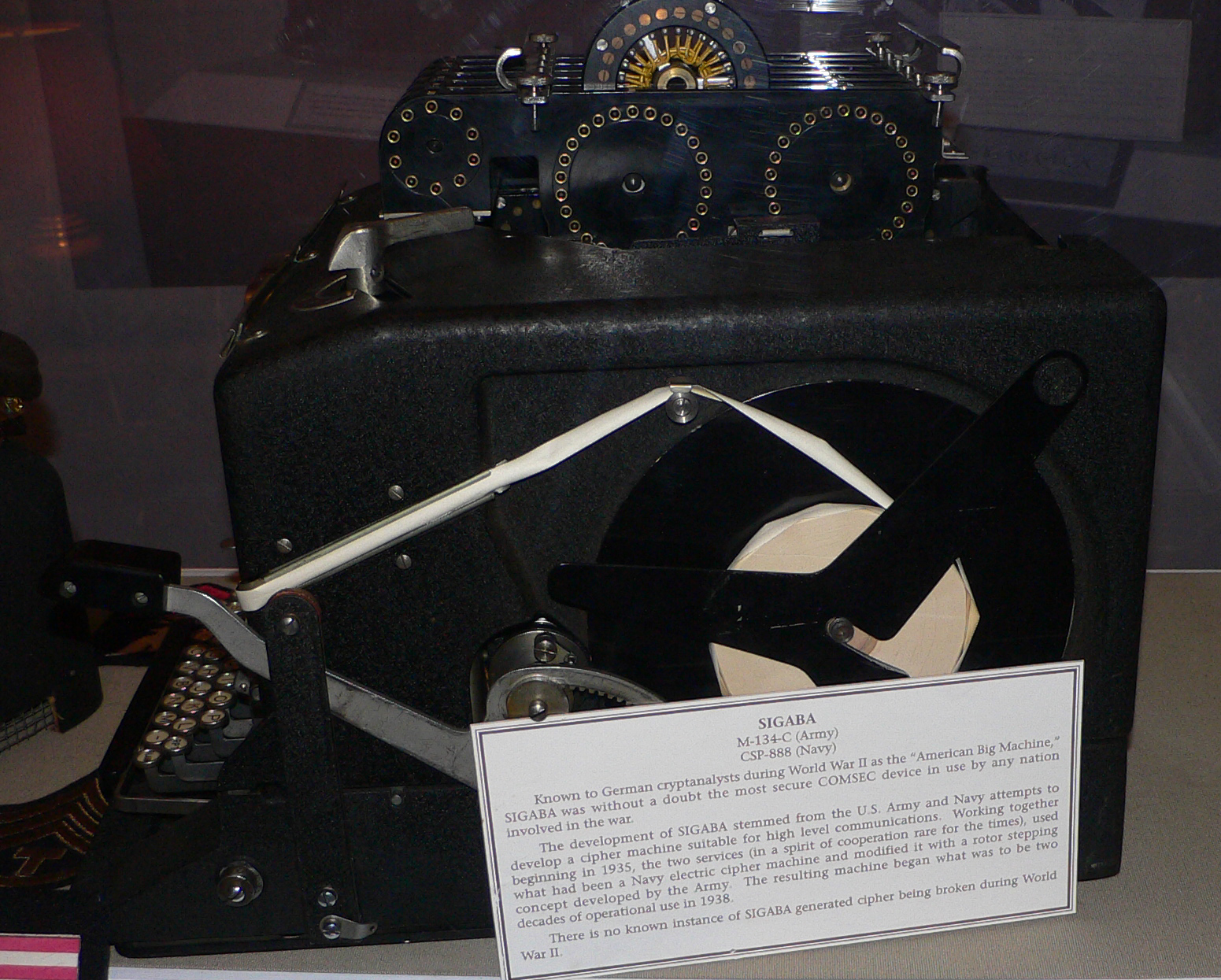
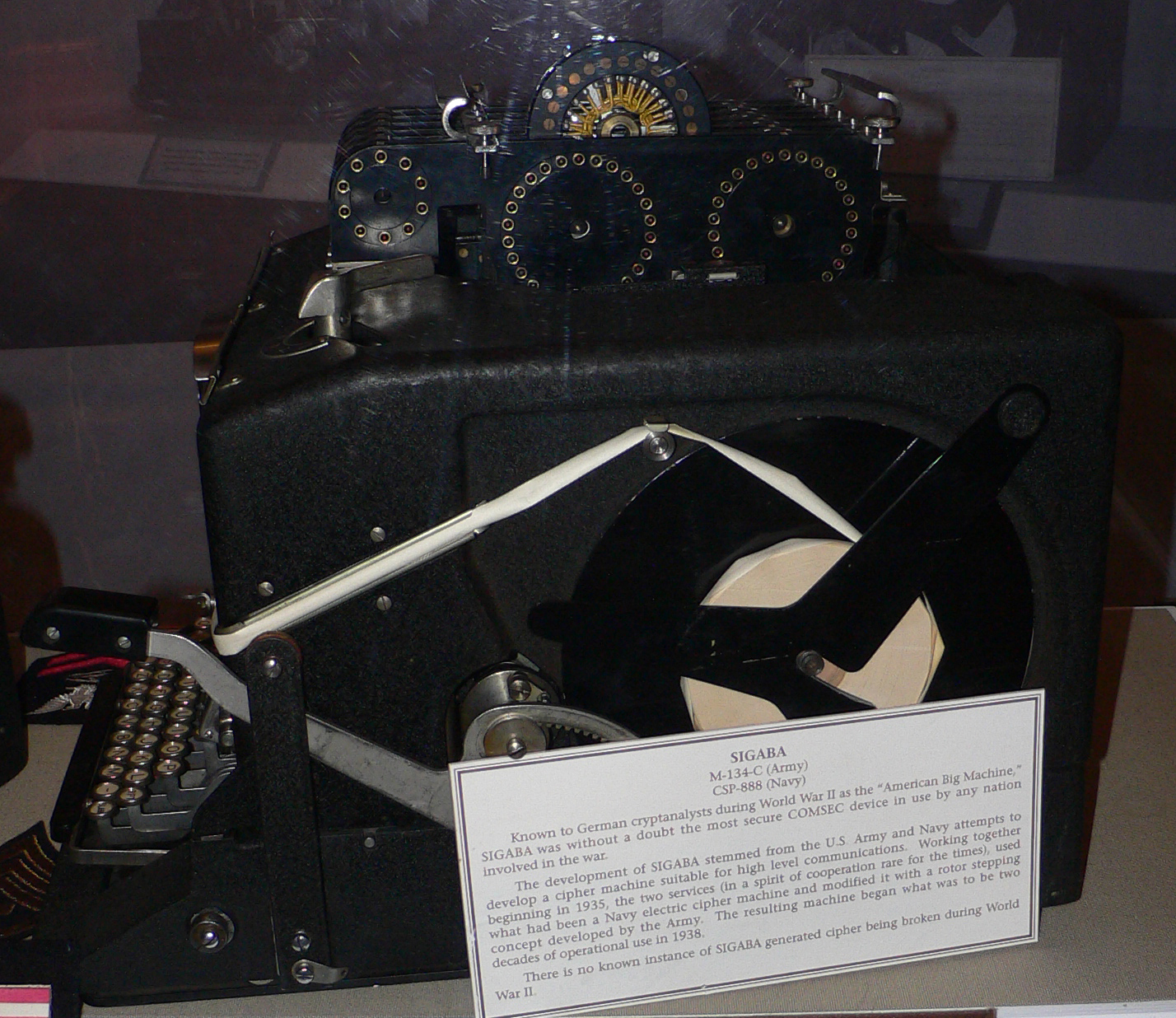
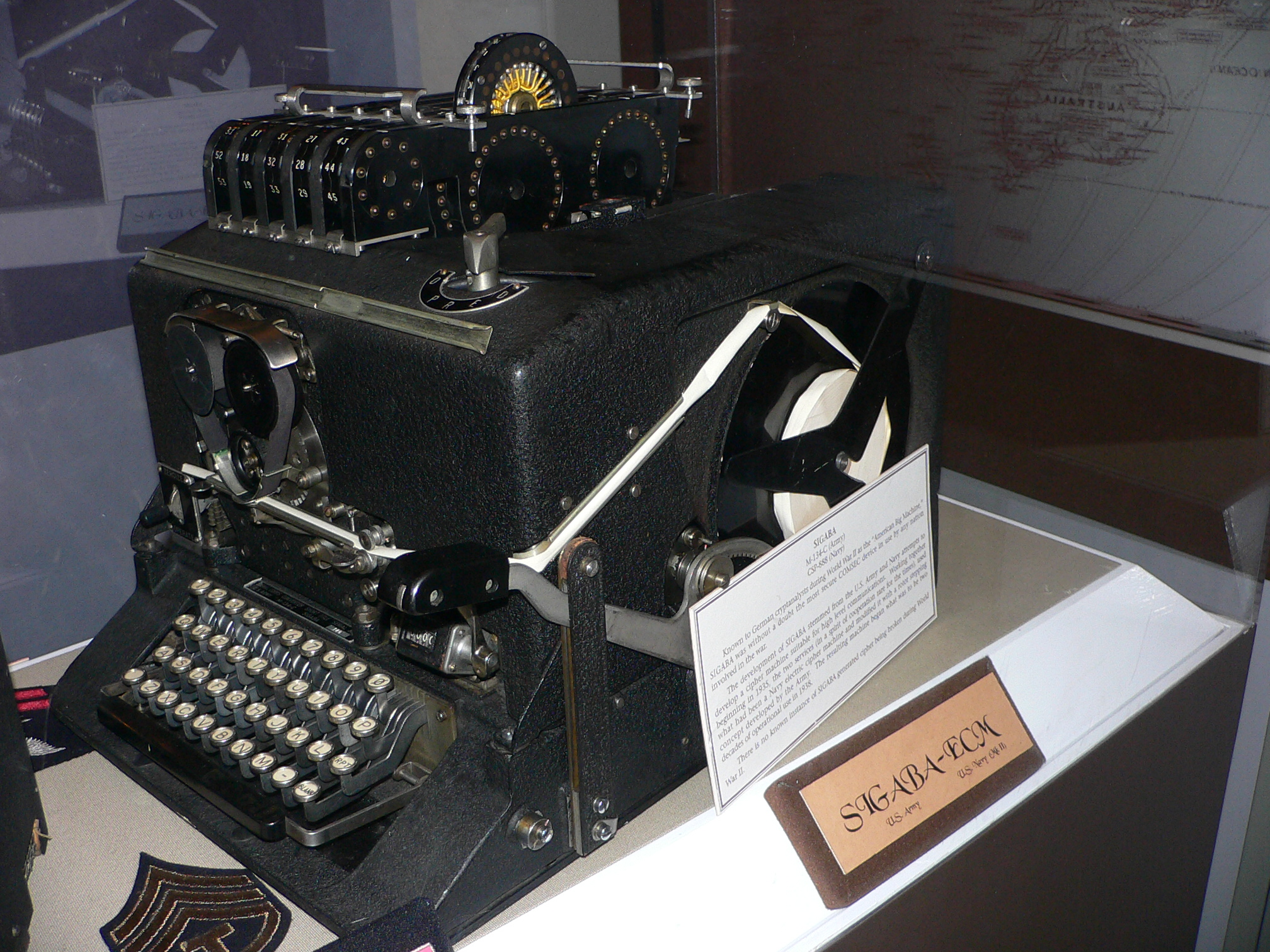
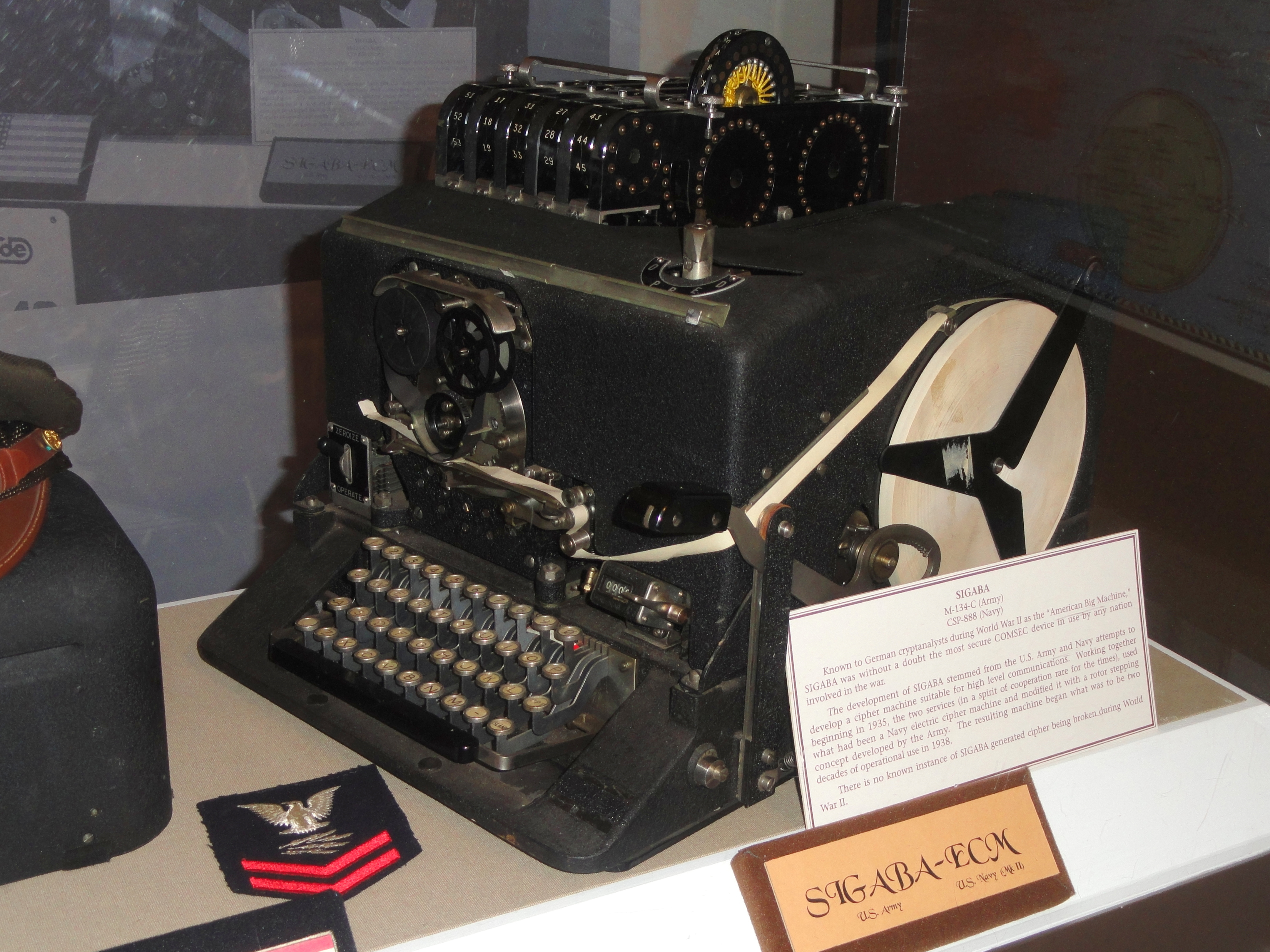
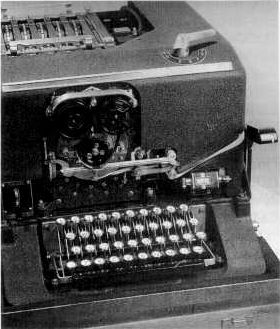